# Gestetner
Gestetner, đặt theo tên nhà phát minh David Gestetner, là một loại máy nhân bản.

## Lịch sử

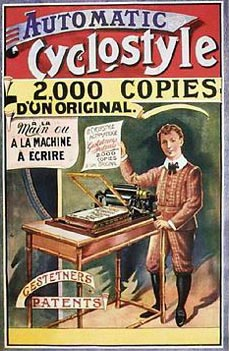

David Gestetner, sinh tại Csorna, Hungary, sau này đã chuyển đến sinh sống tại London, Anh. Năm 1879 ông đã nộp bằng sáng chế máy sao chép đầu tiên của mình. Thêm một bằng sáng chế nữa vào năm 1881 cho Cyclostyle và một thiết bị có tên gọi là stylus, nó là một bộ phận của máy sao chép Cyclograph. Ông cũng thành lập Công ty Gestetner Cyclograph để sản xuất máy nhân bản, giấy nến, styli, lăn mực và các sản phẩm liên quan khác trong cùng một năm. Công ty Gestetner được thành lập vào năm 1906 tại Tottenham Hale, phía bắc London, và có hàng ngàn nhân viên cho đến những năm 1970. Phát minh của Gestetner đã thành công rực rỡ, và một chuỗi các văn phòng chi nhánh quốc tế được thành lập, bán và phục vụ các sản phẩm của Gestetner.
Công ty Gestetner mở rộng nhanh chóng trong những năm đầu và giữa thế kỷ 20. Quyền quản lý đã được chuyển cho con trai của Gestetner, Sigmund, sau này là các cháu của ông, David và Jonathan. Trong khoảng thời gian hoạt động,Gestetner mua lại các công ty khác như: Nashua (sau này đổi thành Nashuatec), Rex Rotary, Hanimex và Savin. Sau này hợp nhất lại thành một công ty cổ phần gọi là NRG (N = Nashuatec, R = Rex Rotary, G = Gestetner). Năm 1996, NRG Global đã được mua lại bởi tập đoàn Ricoh của Nhật Bản. Công ty được đổi tên thành NRG Group, Ricoh sử dụng 3 thương hiệu chính của NRG trên thị trường, không chỉ chủ yếu ở châu Âu, Nam Phi và Trung Đông, mà còn thông qua các đại lý trên toàn thế giới.
Các nhãn hiệu đã thuộc sở hữu của Ricoh từ năm 1995. Ở châu Âu, Gestetner Group trở thành NRG Group và từ 1/4/2007 cho đến nay đã trở thành Ricoh Europe
Ngày 01 tháng tư 2007, Ricoh sáp nhập mạng lưới đại lý Gestetner của nó với mạng lưới đại lý Lanier, thương hiệu đại diện cho Ricoh đã được bán rông rãi trên thị trường Bắc Mỹ. Ricoh cho biết lý do của sự hợp nhất này dựa trên thực tế là cả "Gestetner và Lanier là 2 nhãn hiệu đã được tiếp thị sản phẩm giống hệt nhau trong nhiều năm." Như vậy, những khách hàng Bắc Mỹ của Gestetner chỉ đơn giản là có thể thay thế các sản phẩm mang thương hiệu Lanier cho các sản phẩm mang thương hiệu Gestetner.

## Máy nhân bản Cyclograph

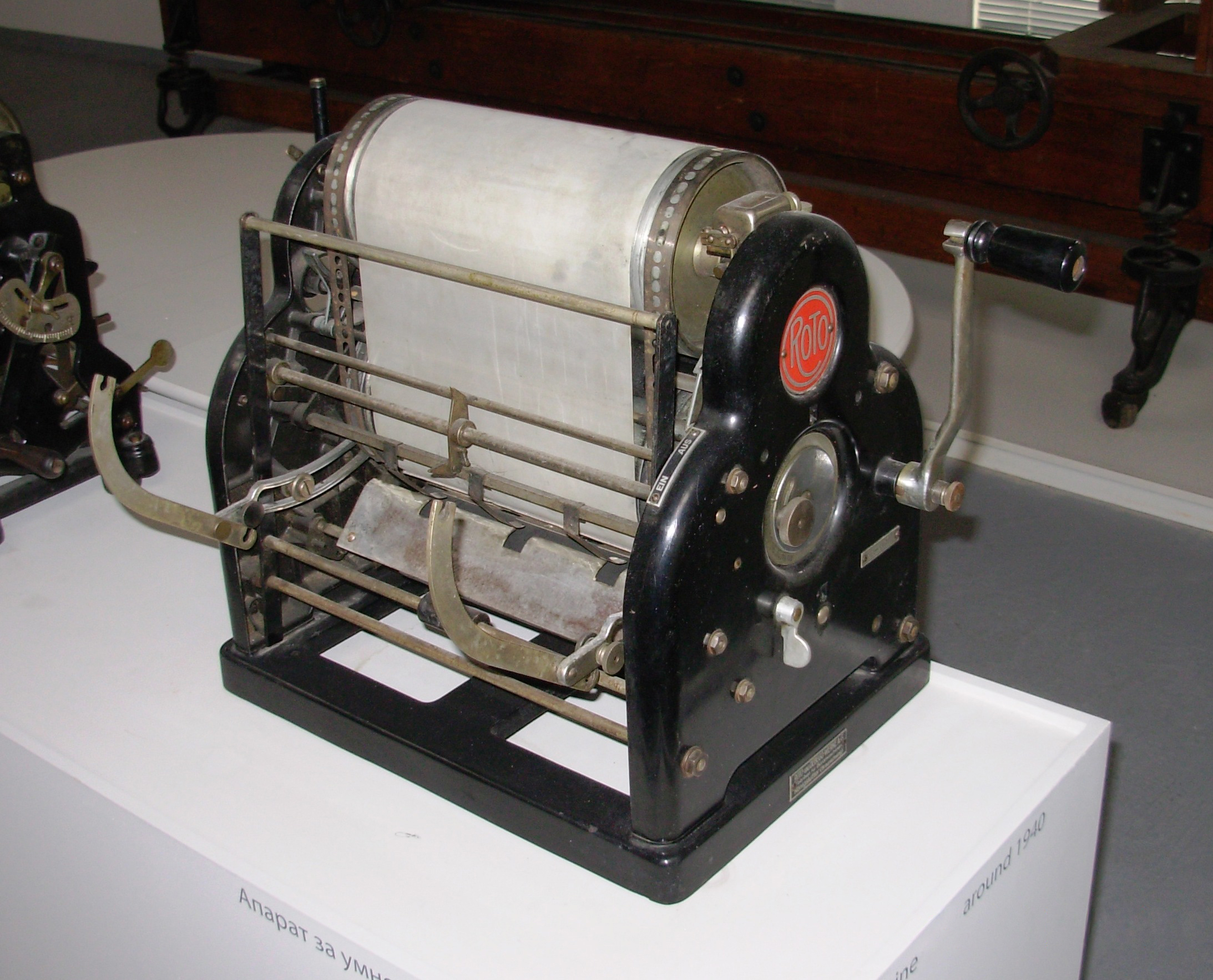

Các máy nhân bản Gestetner Cyclograph sử dụng phương pháp nhân bản bằng giấy nến (stencil). đó là một tờ giấy mỏng phủ một lớp sáp, giấy nến được khắc nội dung bằng một bút stylus đặc biệt, chia tờ giấy và loại bỏ sáp phủ. mực được rải xuống thông qua các rãnh khắc trên giấy nến - ban đầu bằng một con lăn mực - và nó in nội dung lên một tờ giấy trắng bên dưới. công việc này được lặp đi lặp lại cho đến khi đủ bản sao được in ra.
Cho đến thời điểm này, việc sao chép rất cần thiết cho hoạt động của một tổ chức. Trước đây, để sản xuất 10-50 bản sao hợp đồng, thỏa thuận, hoặc chữ ký phải được sao chép bằng tay. Sau khi sao chép, đối tác kinh doanh phải đọc mỗi từng trang một để đảm bảo rằng tất cả chúng đều giống hệt nhau, dĩ nhiên lỗi của con người do mệt mỏi hay sơ sót lúc nào cũng xảy ra. Quá trình này rất tốn thời gian và phiền phức cho tất cả. Với việc sử dụng máy Cyclograph với phương pháp sao chép dùng giấy nến -stencil thì chỉ cần đọc kĩ bản gốc, như vậy tất cả các bản sao đã được sao chép giống hệt nhau.
Qua nhiều năm phát triển và cải tiến, stencil bây giờ được đặt trên một màn được bao bọc xung quanh một cặp trống quay, trên đó mực được đặt vào. Các trống được xoay và mực in, trải đều trên bề mặt của màn bằng một cặp con lăn phủ vải. Mỗi vòng quay của màn cho ăn mực và in một bản. Sau khi các máy đánh chữ đầu tiên được phát minh, một stencil có thể được tạo ra bằng cách đánh chữ trực tiếp lên, do đó tạo ra các bản sao tương tự như báo in và sách, thay vì tài liệu viết tay.

## Liên kết
- Gestetner company website